# Waterloosäule
Waterloosäule (Engels: Waterloo column Nederlands: Waterloozuil) is een erezuil uit 1832 op het Waterlooplatz in het stadsdeel Calenberger Neustadt in de tegenwoordig Duitse, maar toenmalige Britse stad Hannover. De zuil werd ontworpen door de Brits - Duitse Neoclassicistische architect Georg Ludwig Friedrich Laves en gebouwd tussen 1825 en 1832. De zuil toont veel overeenkomsten met dit soort erezuilen, elders in het toenmalige Britse Rijk, zoals de Nelson's Column op Trafalgar Square in Londen, Wellington's Column in Liverpool en de in 1966 vernietigde Nelson's Pillar in Dublin. De erezuil in Hannover is ca. 46 meter hoog. De zuil wordt bekroond met een bronzen standbeeld van de Romeinse overwinningsgodin Victoria. De zuil zelf is van de Dorische orde.

## Achtergrond
De erezuil werd gebouwd om de gevallenen van de Slag bij Waterloo in 1815 te gedenken aan Britse zijde (Verenigd Koninkrijk van Groot-Brittannië en Ierland en het latere Koninkrijk Hannover) en haar coalitiepartner tegen het Eerste Franse Keizerrijk van Napoleon Bonaparte. De coalitiepartner in 1815 was, het Koninkrijk Pruisen, onder de militaire leiding van de Pruisische veldmaarschalk Gebhard Leberecht von Blücher, de vorst van Wahlstadt in Silezië, een oorlogsveteraan uit de Zevenjarige Oorlog. Het Britse leger in Hannover stond bekend als het King's German Legion. De discussie dat er een erezuil moest komen voor de gesneuvelden stamde al uit 1816, een jaar na de slag zelf dus. Het duurde nog bijna 10 jaar voor men daadwerkelijk met het bouwen van de erezuil begon. Die werkzaamheden duurden zo'n 6 jaar. Op de sokkel staat de volgende tekst: „DEN HELDEN VON WATERLOO DAS DANKBARE VATERLAND“.